# 목동 (대전)
목동(牧洞)은 대전광역시 중구에 속한 행정동 및 법정동이다. 목동은 북쪽으로 중촌동과 접하며, 동쪽으로 은행동,선화동, 남쪽 서쪽으로 용두동과 접한 남부구릉에 자리하는 지역으로 용두봉 동북쪽 일대에 자리잡고 있다. 동서로가 목동을 질러가고 목동길이 남북으로 놓여 있다. 유서깊은 마을로는 목골, 방죽골, 샘골, 점골 등이 있으며, 절로는 흥룡사가 있고, 을지대학교 대전캠퍼스, 선병원이 자리하고 있다.

## 역사
목동은 백제시대에 우술군에 속했고 신라시대는 비풍군에 속한 지역이었다. 조선시대에는 공주목 산내면에 속한 ‘목골’ 또는 ‘못골’이라고 했는데, 1895년 고종 32년에는 회덕군 산내면 하룡리, 종촌리, 방축리, 목동리에 속하다가, 1914년 대전군이 신설되자 이들 지역의 각 일부를 병합하여 외남면 방축리라 하였다. 1931년 대전면이 읍으로 승격하면서 대전읍 ‘목정’(牧町)에 속하였고, 1935년 총독부의 대전부 설치로 대전부 목정이라 하다가 1946년 ‘목동’으로 개칭되었으며, 1949년 대전시 목동이 되었다. 1977년 대전시에 구제 실시로 중구 목동에 편입되었고, 1989년 1월 1일 대전직할시로 개칭되어 중구 목동에 편입되었고, 1995년 1월 1일 대전광역시로 개칭 중구 목동에 편입되어 현재에 이르고 있다.

## 교육
- 대전목동초등학교
- 목양초등학교
- 충남여자중학교
- 대전대성중학교
- 충남여자고등학교
- 대전대성고등학교
- 을지대학교 대전캠퍼스

## 시설
- 대전선병원